# Johann Heinrich Christoph Weidemann

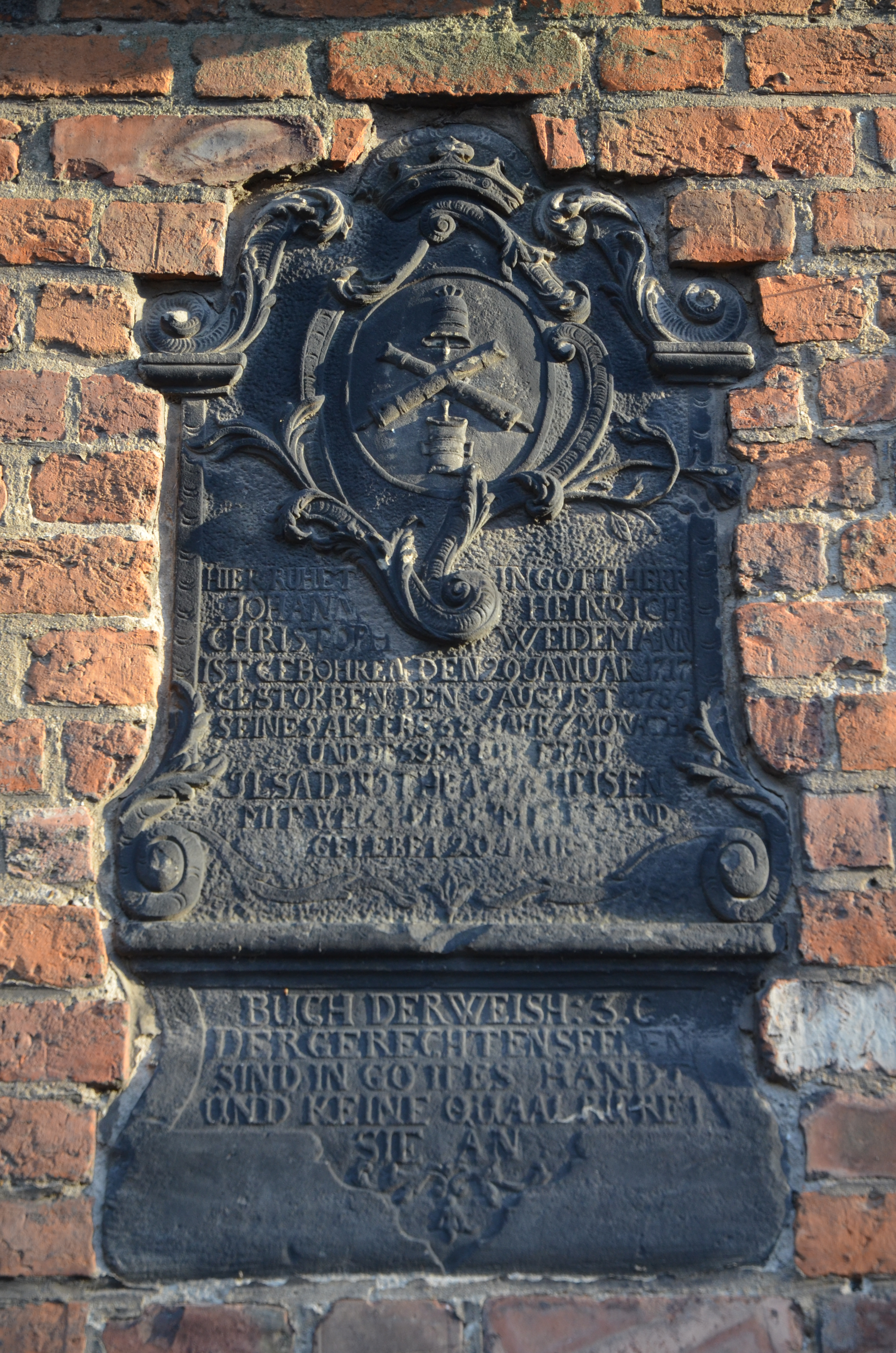
Grabstele für Weidemann und seine Ehefrau Ilsa Dorothea Heisen an der Marktkirche von Hannover

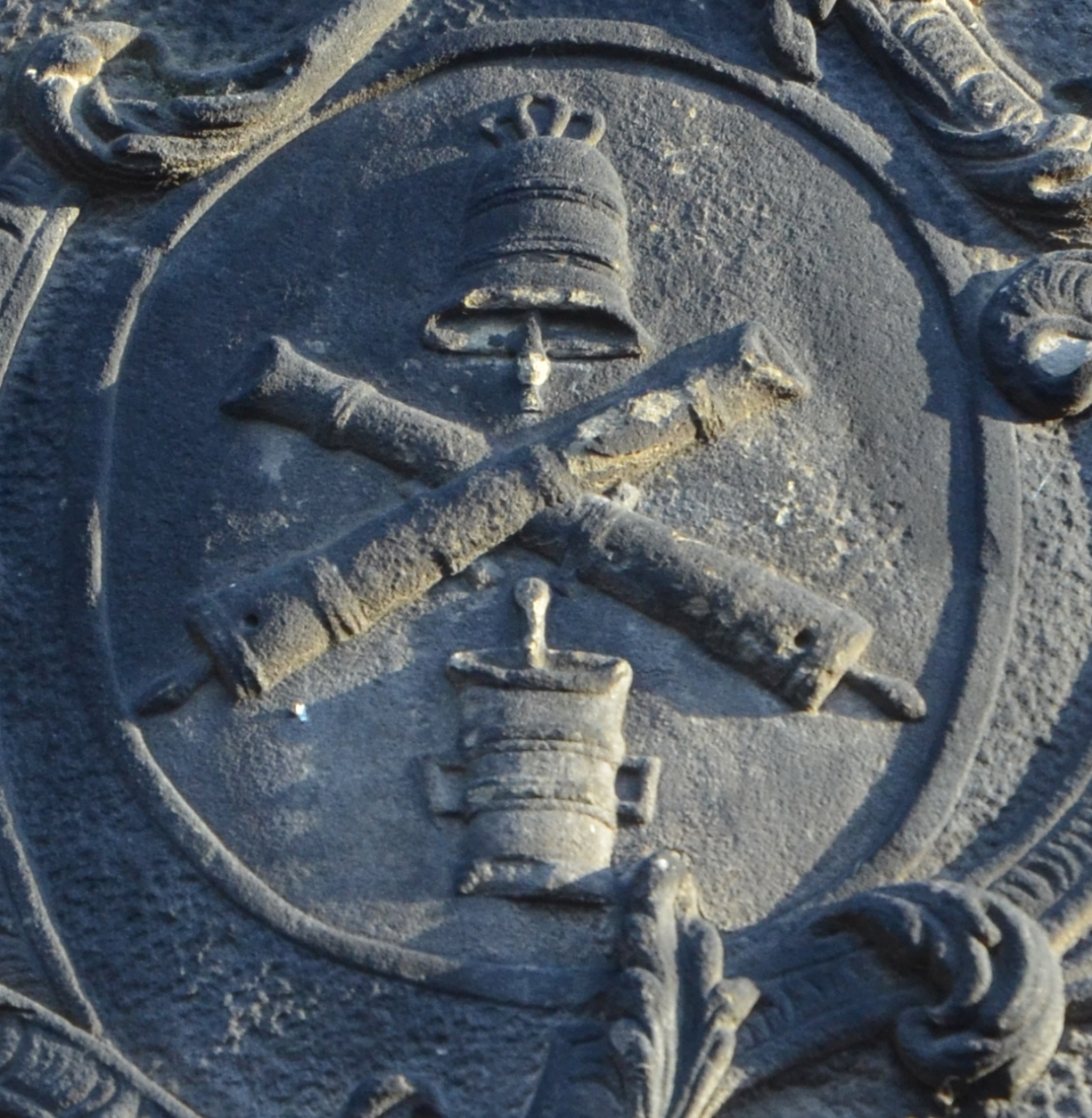
Schild mit Kirchenglocke, gekreuzten Geschützrohren für Kanonen und einem Mörser mit Stößel

Johann Heinrich Christoph Weidemann (und Namensvarianten * 20. Januar 1717; † 9. August 1785 in Hannover) war ein in seiner Zeit bekannter deutscher Glockengießer.

## Leben
König Georg I. erteilte im Jahr 1721 dem Thomas Riedeweg zu Hannover das Privileg zum Gießen von Glocken, das bis in das Jahr 1730 Bestand hatte.
Im Jahr 1740 verkaufte der Rat der Stadt Hannover das Stadtgießhaus vor dem Steintor an einen privaten Glockengießer. Dem Johann Heinrich Christoph Weidemann zu Hannover wurde jedoch erst im Jahr 1743 das Privileg zum Glockengießen zuerteilt, nun durch Georg II. Noch im selben Jahr goss Weidemann eine der Glocken für die katholische Clemenskirche in der Calenberger Neustadt.
Ebenfalls ab 1743 begann Weidemann mit der Herstellung von Glocken für Dorfkirchen, etwa in Hänigsen im Amt Burgdorf.
Für 150 Taler lieferte Weidemann die noch fehlende, dann am 29. Januar 1750 aufgehängte Glocke für die erste Gartenkirche mit einem Gewicht von 298,5 Pfund.
In Hameln wurde im Jahr 1756 in der Marktkirche S. Nicolai eine Glocke von Weidemann aus Hannover geliefert mit einem Gewicht von rund 25 Zentnern, gestiftet von dem damaligen Hamelner Schuldirektor und Professor Johann David Heilmann und mit der lateinischen Inschrift

„Anna vocor, genuit me voedis Roma tenebris; ad pia nunc populum sacra renata vocco.“

Die Glocke wurde in Gegenwart des Hamelner Bürgermeisters Johann Friedrich Moller und den Predigern Hampe und Oldendorp am 10. Juli 1756 aufgehängt und am 18. des Monats eingeweiht. Sie fand ihren Platz nahe einer älteren aus Hannover aus dem Jahr 1673 stammenden Glocke von Ludolph Siegfried.
Ebenfalls 1756 lieferte Weidemann außerdem zwei der seinerzeit fünf Glocken der Hamelner Münsterkirche St. Bonifatius: Die größte mit einem Gewicht von rund 30 Zentnern enthielt die Namen der Stifter. Die zweite wurde wiederum mit dem Namen des Stifters Johann David Heilmann versehen. Diese beiden Glocken wurden ebenfalls am 18. Juli 1756 geweiht.
Aus der Werkstatt Weidemanns stammt auch eine 1776 in Barsinghausen im Amt Wennigsen gegossene Glocke.
1770 schuf Weidemann zum Preis von 250 Talern eine der ersten großen sogenannten Schlangenrohrfeuerspritzen für das Amt Blumenau. Die in Luthe untergestellte Spritze hatte zwei Druckzüge und drückte den Wasserstrahl bei einer Leistung von 20 Eimern in zwei Minuten vierzig Fuß hoch.
Weidemann war verheiratet mit Ilse Dorothea, geborene Heise († 1759). An der nördlichen Außenwand der Marktkirche findet sich ihre gemeinsame Grabstele, beziehungsweise das Epitaph, das auch die Inschrift für den 1785 verstorbenen Weidemann aufweist.

## Weitere bekannte Glocken
- Die 1751 durch Weidemann gegossene große Glocke für die Gemeinde Elliehausen wurde 1917 zu Rüstungszwecken abgeliefert.[14]
- Nach dem Brand der St. Martins-Kirche in Seelze 1755 wurden die geschmolzenen Reste der 5 großen Glocken sowie weiteres Metall Weidemann, zusammen 28 und 18 Zentner Metall, Weidemann zum Guss von zwei neuen Glocken übergeben. Die beiden im Frühjahr 1757 fertiggestellten Glocken wurden in einem schlichten, niedrigen Glockenstuhl aufgehängt und am 10. April 1757 zu Ostern erstmals geläutet. Die große mit 132 cm Durchmesser und 26 Zentnern Gewichte musste am 28. Juni 1918 für Kriegszwecke abgeliefert werden. Die kleine Glocke mit 109 cm Durchmesser und einem Gewicht von 14 Zentnern mit der Inschrift „Gegossen aus feurigen Thränen, welche man mit Weinen in die Asche fallen sahe und mit Freuden auflas“ musste am 22. April 1942 für Kriegszwecke abgeliefert werden. Sie konnte aber in der Nachkriegszeit vom Glockenfriedhof in Hamburg unbeschädigt zurückgeholt werden.[15]
- Die kleinste der drei Glocken in der Kirche St. Nikolai in Gifhorn war 1760 offenbar gebrochen. Der zu Hilfe gerufene Weidemann begutachtete diese und schloss einen Vertrag, wonach die defekte Glocke nach Hannover gebracht und dort neu gegossen wurde. Für den Guss der 600 kg schweren Glocke mit gis-Klang, die dann im Turm eingebaut wurde und heute die älteste erhaltene Glocke St. Nikolais ist, erhielt Weidemann 170 Reichstaler, die Handwerker für Ein- und Ausbau sowie den Transport weitere 45 Reichstaler. Die lateinische Inschrift auf der Glocke lautet übersetzt: „Mit helltönendem Klang diene ich den heiligen Dingen, zum Lobe des höchsten Gottes alle erfüllend. Superintendent Dr. Christian Joh. Ludolph Reusmann, Amtmann Johann Philipp Tiling. Die Bronze wurde im Lande Hannover gegossen.“ Am Glockenrand findet sich zudem der Hinweis „A. JOH: HEINR: CHRIST. WEIDEMANN GOS MICH ANNO 1760“.[16]

## Archivalien
Archivalien von und über Johann Heinrich Christoph Weidemann finden sich beispielsweise
- im Niedersächsischen Landesarchiv (Standort Hannover)
  - als Akte unter dem Titel Privileg für den Glockengießer Johann Heinrich Christoph Weidemann zu Hannover zum Glockengießen für die Laufzeit 1743; Archivsignatur NLA HA Hann. 74 Münden Nr. 7123 (alte Signatur K 457)[17]
  - als Akte für die Laufzeit von 1749 bis 1774 unter dem Titel Älteste Nachrichten von der Stückgießerei zu Celle. Versuche des Stückgießers und Glockengießers Weidemann zu Hannover wegen des Gusses von Kanonen. Verkauf alter Geschütze unter der Rubrik Generalkommando und Militärakten der Deutschen Kanzlei in London, Archivsignatur NLA HA Hann. 41 VIII Nr. 6[18]